# Ochrosia oppositifolia
Pour les articles homonymes, voir Bois chauve-souris.
Espèce
Ochrosia oppositifolia est une espèce de plante à fleurs de la famille des Apocynaceae. Un de ces noms vernaculaires, comme l'ochrosia elliptica, est bois chauve-souris.

## Description
C'est un arbre de petite et moyenne taille jusqu'à 25 mètres de hauteur, avec un diamètre de tronc de 50 centimètres. 
Ses fleurs présentent une corolle crémeuse à blanche. 
Son fruit rouge est composé de deux drupes ovoïdes contenant 1 à 2 graines. Ce fruit peut flotter dans l'océan.
Cette espèce a une capacité nautochore : en 2012, deux étudiants de l'Université de la Réunion ont trouvé des graines de cette espèce dans des laisses de mer de l'île Grande Glorieuse et ils sont parvenus à les faire germer.

## Répartition et habitat
Ochrosia oppositifolia se rencontre dans les Seychelles ainsi qu'à travers l'Asie tropicale et le Pacifique.
Son habitat est la forêt côtière, dans les jungles et brousses, les buissons ou les zones ouvertes jusqu'à 100 mètres d'altitude, souvent sur des sols calcaires, rarement à l'intérieur des terres.

## Utilisation
Elle est utilisée en médecine traditionnelle comme agent carminatif et à fortes doses comme abortive. Les graines peuvent également être consommées en coupant les fruits en deux moitiés le long de la barre médiane longitudinale. Les fines graines ressemblent quelque peu à la chair de noix de coco mûre.